# Alcide Benoît
 (octobre 2024).
Alcide Benoît, né le 15 juin 1899 et mort le 23 septembre 1992, est un homme politique français.

## Biographie

### Jeunesse et engagement syndical
Alcide Alfred Benoît, naît dans la commune de Verzenay, au nord de la Montagne de Reims. Il est issu d'une famille d'artisans. Il sort de l'école primaire avec le certificat d'étude. Il travaille ensuite dans les vignes de son père avant de devenir ajusteur au sein de la Compagnie du chemin de fer de l'Est à Épernay.
En 1921, il prend part à la guerre du Rif, au Maroc. À son retour en Champagne, il adhère à la CGTU et devient en 1931 le secrétaire du syndicat des cheminots d'Épernay. La même année, il est élu aux prud'hommes.
En 1936, il rejoint le Parti communiste français. En raison de la conclusion du Pacte germano-soviétique, il est mobilisé en 1940 dans la compagnie disciplinaire 11-201 en Algérie puis révoqué de la SNCF. Il rallie ensuite les Francs-tireurs et partisans près de Tarbes.

### Carrière politique
Après la Libération, il regagne la Champagne. Réintégré à la SNCF, il intègre le conseil municipal provisoire d'Épernay. En mai 1945, il devient maire de la commune. Il est parallèlement élu conseiller général du canton d'Épernay. Au mois d'octobre, deuxième sur la liste communiste dans la Marne, il est élu député et participe à l'Assemblée constituante. Lors du renouvellement de l'Assemblée en juin 1946, il est tête de liste et est réélu.
En tant que député, il intervient surtout sur les sujets du budget et de la condition de vie des cheminots. Il est membre de la Commission des moyens de communication et des PTT. Il est réélu aux élections de novembre 1946. Il ne siège pourtant pas, étant élu sénateur au Conseil de la République. Son mandat s'achève en 1948. Cette année-là, il perd la mairie d'Épernay face au chrétien-démocrate Roger Menu. En 1949, il est à nouveau battu par le nouveau maire d'Épernay aux élections cantonales.
Il redevient député aux élections de 1951 ; la liste communiste qu'il mène arrivant deuxième avec 27 % des voix. Il s'investit à nouveau dans la Commission des moyens de communication mais également dans celle des boissons, étant élu d'un secteur viticole.
Aux législatives de 1956, sa liste obtient 29 % des suffrages, lui permettant d'être réélu. Opposé au retour du général de Gaulle en 1958, il n'a plus de mandat national sous la Ve République.

## Détail des fonctions et des mandats
Mandats parlementaires
- 21 octobre 1945 - 23 décembre 1946 : Député de la Marne
- 8 décembre 1946 - 7 novembre 1948 : Conseiller de la République de la Marne
- 17 juin 1951 - 8 décembre 1958 : Député de la Marne

Mandats locaux
- mai 1945 - avril 1948 : maire d'Épernay
- 1945 - 1949 : conseiller général du canton d'Épernay